# 더글러스 해리먼 케네디
더글러스 해리먼 케네디(영어: Douglas Harriman Kennedy, 1967년 3월 24일 ~ )는 미국의 언론인이다. 그는 가족의 친구이자 전 뉴욕 주지사인 W. 애버렐 해리먼을 기리기 위해 이름 지어진 로버트 F. 케네디와 에델 케네디의 열 번째 아이이다.

## 같이 보기
- 케네디가